# Jungle World
Jungle World est un journal hebdomadaire allemand d'opinion de gauche, publié à Berlin, diffusé en Allemagne et en Autriche.

## Histoire
L'hebdomadaire Jungle World est né en 1997 à la suite d'un moyen de pression au sein du quotidien Junge Welt. Après que le directeur général Dietmar Koschmieder limoge le rédacteur en chef Klaus Behnken, la grande majorité de la rédaction se met en grève pour protester contre cette décision et occupe les bureaux de la rédaction. Les participants sont notamment Bernd Beier, Ivo Bozic, Andreas Dietl, Jürgen Elsässer, Jürgen Kiontke, Martin Krauß, Ferdinand Muggenthaler, Stefan Ripplinger, Heike Runge, Heiko von Schrenk, Ralf Schröder, Wolf-Dieter Vogel, Beate Willms, Elke Wittich... L'arrière-plan de la dispute est un différend sur la poursuite de l'évolution politique du journal. Jungle World, initialement uniquement prévu comme journal de grève par la majorité éditoriale, est d'abord produit avec des ordinateurs empruntés dans l'appartement de Klaus Behnken, l'ancienne colocation du groupe Ton Steine Scherben, au Tempelhofer Ufer 32 à Berlin-Kreuzberg. Le premier numéro est publié le 4 juin 1997 sans capital de démarrage ni ses propres moyens de production, « soutenu uniquement par le grand soutien des lecteurs et la solidarité des autres médias », en tant qu'hebdomadaire régulièrement publié, avec l'adresse de contact Tempelhofer Ufer 32, pour le commerce.
Le 7 juin 2017, la 1000e édition du journal est publiée. Pour le 20e anniversaire, le numéro spécial est entièrement géré par d'anciens employés.

## Éditorial
Le journal est indépendant d'un parti politique. Selon l'image qu'il se fait de lui-même, Jungle World se veut une tribune pour différentes positions de gauche et se considère comme un hebdomadaire de gauche non dogmatique ainsi qu'une « tribune importante pour les débats et contre-tendances sous-culturelles ». En termes d'orientation politique, il peut être classé entre la gauche radicale et la gauche non orthodoxe. En conséquence, la partie de la gauche dans Jungle World qui appartient au spectre politique de l'anti-impérialisme est critiquée surtout comme étant nationaliste et irréfléchie.

## Auteurs (sélection)
Depuis sa création en 1997, le journal a publié des articles notamment de :
- Bini Adamczak
- Doris Akrap (coéditrice)
- Roger Behrens
- Pascal Beucker
- Peter Bierl
- Klaus Bittermann
- Bov Bjerg
- Thomas Blum
- Martin Büsser
- Joachim Bruhn
- Dietmar Dath
- Diedrich Diederichsen
- Sarah Diehl
- Tanja Dückers
- Thomas Ebermann
- Sonja Eismann
- Jürgen Elsässer
- Andreas Fanizadeh
- Alex Feuerherdt
- Leo Fischer
- Jens Friebe
- Holm Friebe (coéditeur)
- Stephan Grigat
- Gabriele Haefs
- Gerhard Hanloser
- Michael Heinrich
- Richard Herzinger
- Tom Holert
- Günther Jacob
- Roland Kaufhold
- Olaf Kistenmacher
- Magnus Klaue
- Martin Krauß
- Mary Kreutzer
- Matthias Küntzel
- Tjark Kunstreich
- Robert Kurz
- Andrea Livnat
- Joachim Lottmann
- Andrei S. Markovits
- Holger Marcks
- Andreas Michalke
- Juliane Nagel
- OL (auteur allemand de bande dessinée) (de)
- Thomas von der Osten-Sacken
- Andreas Peham
- Karl Pfeifer
- Moishe Postone
- Tobias Rapp (coéditeur)
- Stefan Ripplinger
- Samuel Salzborn
- Gerhard Scheit
- Bernhard Schmid
- Thomas Schmidinger
- Oliver Schott
- Georg Seeßlen
- Amed Sherwan
- Andreas Speit
- Guido Sprügel
- Tim Stüttgen
- Maurice Summen
- Jörg Sundermeier
- Mark Terkessidis
- Oliver Tolmein
- Rainer Trampert
- Vojin Saša Vukadinović
- Klaus Walter
- Volker Weiß
- Felix Wemheuer
- Heiko Werning
- Wolfgang Wippermann
- Deniz Yücel (coéditeur)
- Raul Zelik